# エーデルワイン
エーデルワインは、岩手県花巻市大迫町で造られているワイン。醸造元は花巻市の第三セクターである株式会社エーデルワイン。

## 沿革と概要
- 1962年（昭和37年） - 当時の大迫町と大迫農協の出資により、岩手ぶどう酒醸造合資会社を設立。果実酒酒造免許を取得し、ワインの醸造を開始。
- 1964年（昭和39年） - エーデルワインという商品名でキャンベル・アーリー種を原料とした赤ワインの販売を始める。
  - 商品名の由来は、早池峰山に咲く高山植物ハヤチネウスユキソウとアルプスのエーデルワイス（セイヨウウスユキソウ）が姉妹花ということに因んでつけられた。1965年（昭和40年）には、これが取り持つ縁で、大迫町はオーストリアのベルンドルフ市と友好姉妹都市の締結をする。
- 1973年（昭和48年） - ブドウ生産の拡大を見込み、製造設備の完備と品質の向上、販売ルートの確立を図るために、株式会社エーデルワインに改変し、ワイン工場を新設。
- 1986年（昭和61年） - 大迫町のワイン専用葡萄園から収穫されたワイン専用品種（リースリング・リオン）で、白ワインの限定販売を開始。
- 1998年（平成10年） - 東京で開催されたJAPAN WINE CHALLENGE（ワインコンクール）において1995年産ツヴァイゲルトレーベ赤ワインが銀賞を受賞。
- 2006年（平成18年） - 「醸造棟」と「ビン詰棟」の増設、工場見学施設の整備、既存施設のリニューアルに伴う工場施設整備を実施。
- 2011年（平成23年） - ウイーンで開催された国際ワインコンクール（awc vienna International wine challenge2011)においてハヤチネゼーレ・ツヴァイゲルトレーベ樽熟成 2007が金賞を受賞。
- 2012年（平成24年） - 第10回国産ワインコンクールにおいてシルバー・ツヴァイゲルトレーベ 2009が金賞を受賞。

- 大迫町は岩手県内ではいち早く（昭和20年代から）ブドウ栽培が行われていた地域である。
- 五月長根葡萄園白ワインは、2003年に山梨県で開催された第1回国産ワインコンクールにおいて特別賞を受賞。以降、2013年開催の第11回国産ワインコンクールまで11年連続入賞。また、オーストリアのウイーンで開催された国際ワインコンクール（awc vienna International wine challenge)においても2006年から7年連続入賞。
- エーデルワインの原料ブドウは、岩手県産のみを使用、ブドウの品種はリースリング・リオン、ミュラートゥルガウ、ツヴァイゲルトレーベ、メルロー、カベルネ・フラン、キャンベル、ナイアガラなどである。

## 主な銘柄
- 五月長根葡萄園
- コンツェルト
- 月のセレナーデ
- ハヤチネゼーレ
- シルバーラベル
- 星の果樹園
- このほかに国内では珍しい温めて飲むホットワインの製造も行っている。

## 受賞歴
「日本ワインコンクール（Japan Wine Competition）」
- 第10回 2012年（平成24年）金賞受賞[3]
  - 欧州系・赤「シルバー ツヴァイゲルトレーベ 2009」